# Невирівка
Неви́рівка (колишня назва Невярівка, Неверівка)— село в Україні, у Житомирському районі Житомирської області. Входить до складу Хорошівської селищної громади. Населення становить 100 осіб.

## Історія
У 1906 році Невярівка, колонія Горошківської волості Житомирського повіту Волинської губернії. Відствнь від повітового міста 43 версти, від волості 6. Дворів 11, мешканців 61.

## Населення
За даними перепису 2001 року населення села становило 100 осіб, з них 98 % зазначили рідною українську мову, а 2 % — російську.